# Freiberger (Familienname)
Freiberger ist ein deutscher Familienname.

## Herkunft und Bedeutung
Freiberger ist ein Herkunftsname für diejenigen, die aus einem Ort namens Freiberg oder Freyberg stammen.

## Varianten
- Freiberg, Freibergs, Freyberg, Freyberger

## Namensträger
- Arnold Freiberger (1589–1672), deutscher Geistlicher, Abt von Leubus
- Dominik Freiberger (* 1977), deutscher Schauspieler, Hörfunkmoderator, Hörspiel- und Synchronsprecher
- Ernst Freiberger (* 1950), deutscher Unternehmer und Investor
- Fred Freiberger (1915–2003), US-amerikanischer Filmproduzent und Drehbuchautor
- Heinrich Freiberger (1900–1990), deutscher Ingenieur
- Horst Freiberger (Politiker) (* 1957), österreichischer Politiker (SPÖ)
- Horst Freiberger (Fußballspieler) (* 1985), österreichischer Fußballspieler
- Johann Freiberger (um 1470–1541), deutscher Historiker und Autor
- Karl Freiberger (1901–1977), österreichischer Gewichtheber
- Karl-Heinz Freiberger (1941–1992), deutscher Hockeyspieler
- Kevin Freiberger (* 1988), deutscher Fußballspieler
- Marc Freiberger (1928–2005), US-amerikanischer Basketballspieler
- Miroslav Šalom Freiberger (1903–1943), jugoslawischer Rabbiner, Oberrabbiner von Kroatien
- Moritz Freiberger (1861–1937), deutscher Textilchemiker und Unternehmer
- Robin Freiberger (* 1995), österreichischer Fußballspieler
- Věnceslava Hrubá-Freiberger (* 1945), tschechisch-deutsche Sängerin (Sopran)